# Parafia św. Mikołaja w Tyrawie Wołoskiej
Parafia św. Mikołaja w Tyrawie Wołoskiej – parafia rzymskokatolicka, należąca do dekanatu Sanok II w archidiecezji przemyskiej.

## Historia
Tyrawa Wołoska była wzmiankowana w 1402 roku, a w latach 1707–1880 posiadała prawa miejskie. W 1507 roku istniała już parafia prawosławna. W 1624 roku wieś została zniszczona przez Tatarów. Początkowo był kościół filialny, a 3 września 1546 roku bp Jan Dziaduski erygował parafię, z wydzielonego terytorium parafii Mrzygłód. Przed 1745 rokiem zbudowano obecny murowany kościół, z fundacji Ludwika Urbańskiego.  W 1750 roku zbudowano ołtarz główny. 
W 1904 roku kościół był remontowany, a w 1931 roku był remontowany i dobudowano zakrystię pod kierunkiem arch. Romana Talińskiego. W 2012 roku zakończył się generalny remont kościoła.
19 września 2014 roku abp Józef Michalik dokonał konsekracji ołtarza. W kościele została również poświęcona tablica pamiątkowa ufundowana przez parafian, upamiętniająca wieloletniego, zasłużonego proboszcza parafii Tyrawa Wołoska ks. prał. Bronisława Szewca.
Proboszczami parafii na przestrzeni dziejów byli m.in.: o. Anastazy Pacławski OFMConv, o. Damazy Pietruszewski OFMConv, ks. Jan Borkowski, ks. Jan Kiślewicz (1853–1894), ks. Andrzej Pacuła (1894–1898), ks. Jan Jakubowski (1898–1899, administrator), ks. Adam Orłowski (1899–1928), ks. Stanisław Cyran (od 1928), ks. prał. Bronisław Szewc (1951–1999), ks. Wiesław Twardy, ks. Leszek Nawracaj, ks. Jacek Chocholek, ks. Jan Bober (2015–2021).
Na terenie parafii jest 1 816 wiernych (w tym: Tyrawa Wołoska – 789, Hołuczków – 215, Kreców – 12, Rakowa – 324, Rozpucie – 519).

## Kościoły filialne

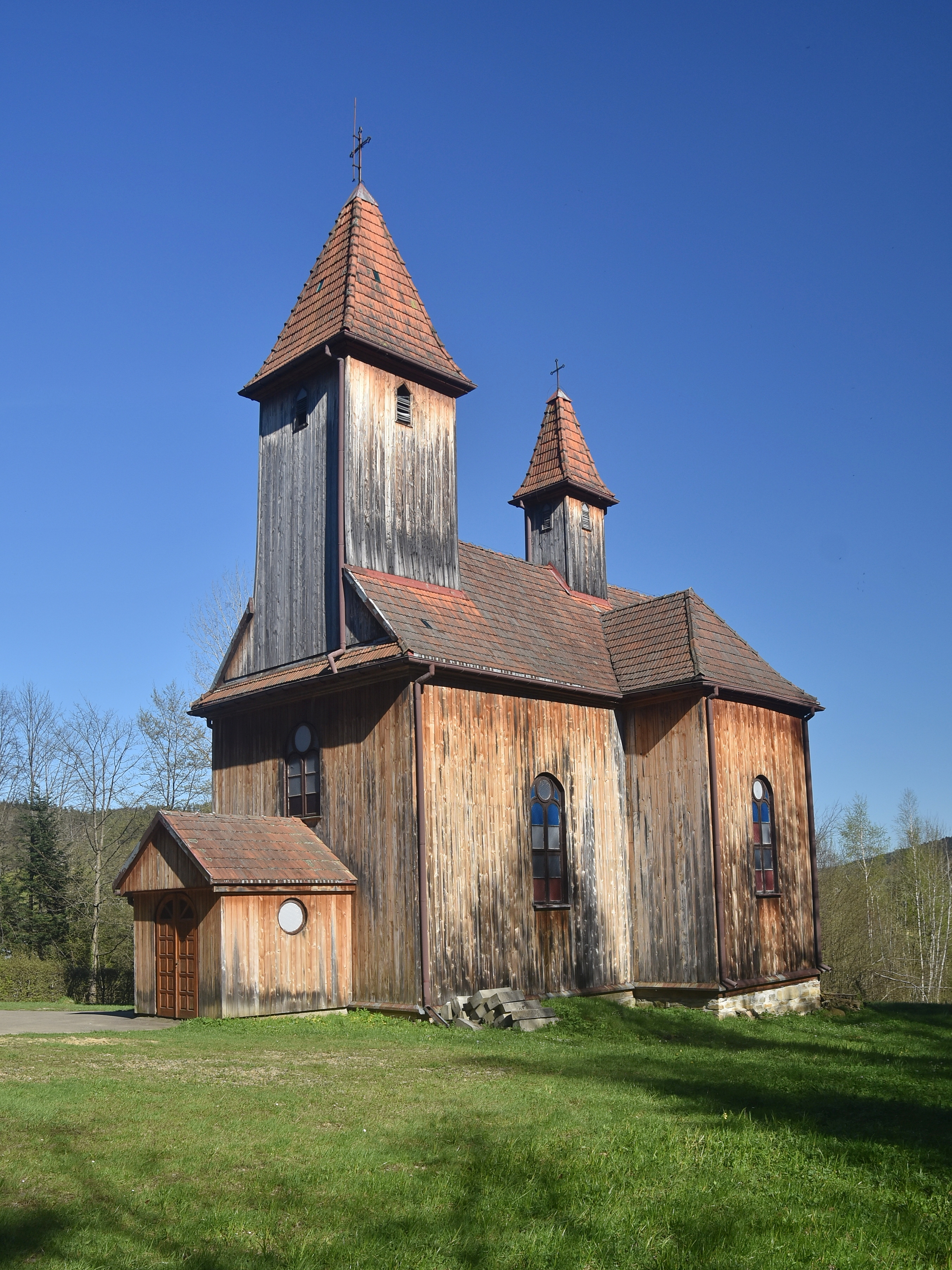
Kościół filialny w Rozpuciu
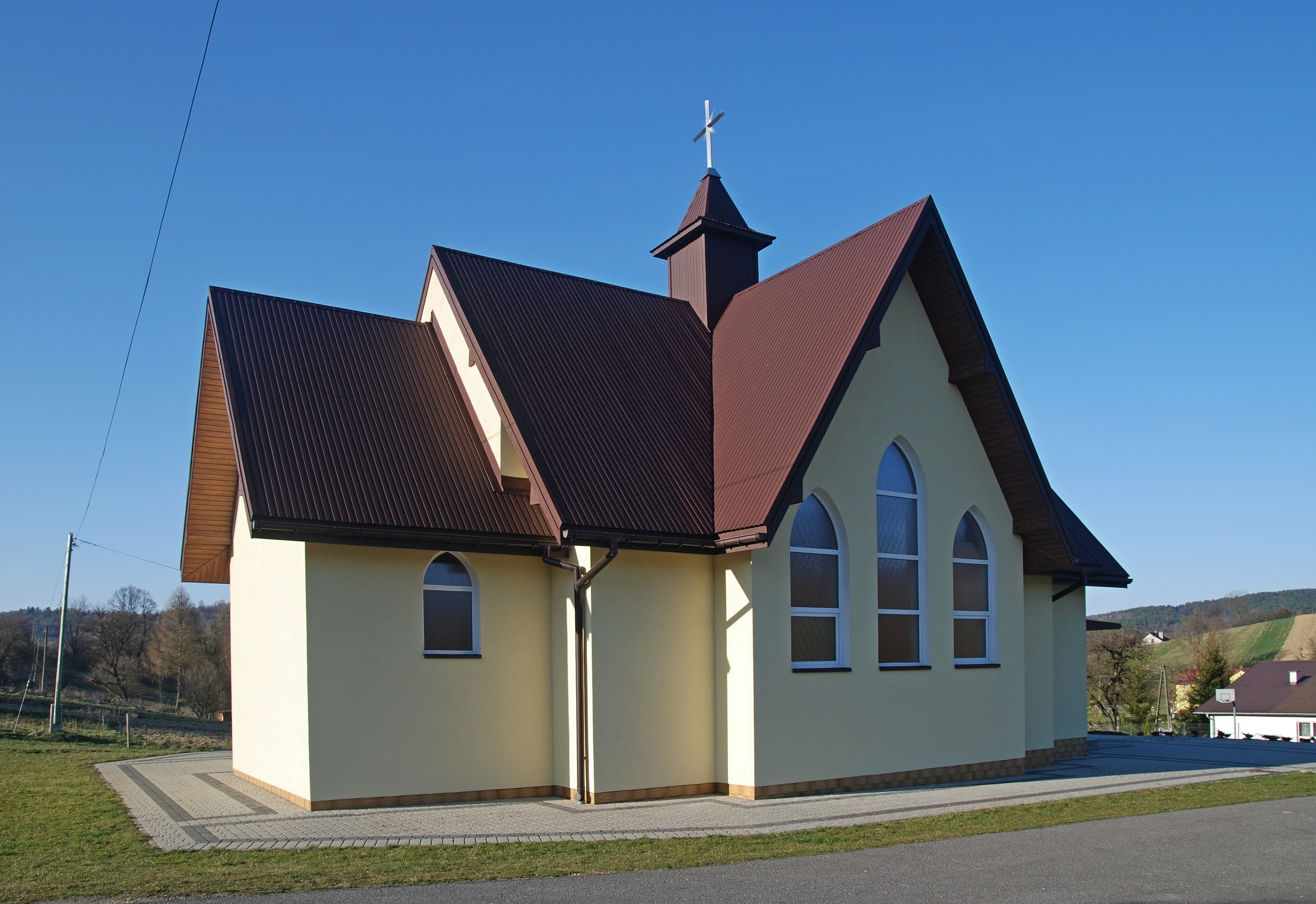
Kościół filialny w Rakowej
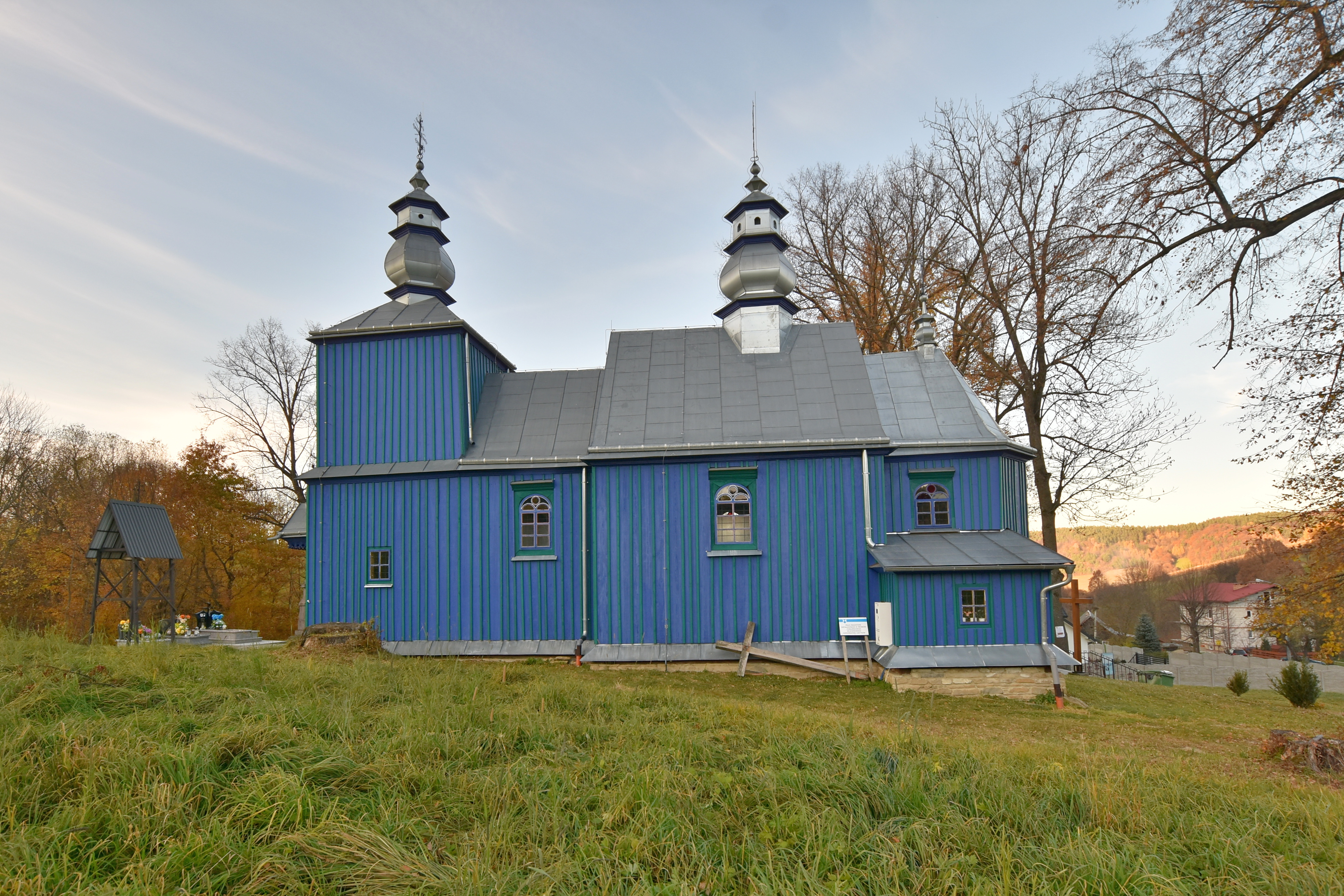
Kościół filialny w dawnej cerkwi w Hołuczkowie